# Festival da Canção da Rádio Comercial
O Festival da Canção da Rádio Comercial foi um concurso promovido pela Rádio Comercial, em novembro de 1981, apresentado por Júlio Isidro e Manuela Moura Guedes, tendo como jurados nas três eliminatórias José Nuno Martins, Miguel Esteves Cardoso, Carlos Cruz, Maria João Avillez e Chefe Silva.
Apesar de ser anunciado como o Primeiro festival não se voltou a realizar. O festival três eliminatórias. A final foi abrilhantada pela presença dos "Classix Nouveaux". Em 1º lugar ficou Fernando Tordo com "Conversa Nova".
Alguns dos nomes concorrentes:
- Ana - "O Nosso Filme" - 3º lugar[2]
- Carlos Cunha
- Carlos Quintas - "Vamos Cantar Na Rua"
- Clemente - "Balada dos Caçadores"
- Domingos Costa - "Douro"
- Fernando Tordo - "Conversa Nova" (1º lugar), "Jogo da Vida"
- Maria Guinot - "Falar Só Por Falar", "Vai Longe O Tempo" e "Um Viver Diferente"
- Manuela Bravo - "Mulher Só", "Uma História Para Contar"
- Maranata - "Blue Jeans"
- Pedro Barroso - "Cantar Brejeiro", "Tanta Gente"
- Peter Petersen - "Tarde Demais"
- T-Shirts - "Futebol (Mania da Bola)"